# Monte Kelsey
Il monte Kelsey è una montagna situata nella parte occidentale della civil township di Millsfield, nel New Hampshire.